# Nederlandsche Vélocipèdisten-Bond
De Nederlandsche Vélocipèdisten Bond was de eerste landelijke bond in Nederland die opkwam voor de belangen van gebruikers van tweewielers. De bond werd opgericht in 1883. Uit deze bond is de ANWB ontstaan.

## Ontwikkeling fiets en fietsclubs
Rond de overgang van de negentiende naar de twintigste eeuw ontwikkelde de fiets zich razendsnel. Een van de oudste modellen was de 'Hoge bi', die anders was dan  de voorgangers: voorzien van een stalen buis, draadspaakwielen en kogellagers. De naam verwijst naar het grote voorwiel van de tweewieler, waarvan het achterwiel veel kleiner was. Later ging men gebruik maken van rubberen banden en kregen de wielen gelijke grootte.
De fiets was aanvankelijk vooral populair bij jonge mannen, die zich naar Engels voorbeeld verenigden in clubs. Fietsen werden vaak gehuurd, bij bijvoorbeeld fabrikant Burgers in Deventer. In die stad  ontstond in 1871 de fietsclub "Immer Weiter". In de daaropvolgende decennia ontstonden op veel plaatsen vergelijkbare clubs, zoals in Rotterdam, Amsterdam, Groningen, Zwolle en Breda.
Deze fietsers maakten - vaak in clubverband - ritten in de omgeving, en organiseerden wedstrijden. In 1885 werden de eerste kampioenschappen wielrennen gehouden. Net als in Engeland droegen de clubleden een uniform.

## Oprichting Nederlandsche Vélocipèdisten Bond
Het Nederlandsche Vélocipèdisten Bond (N.V.B.) kwam voort uit lokale Haagsche en Haarlemmer clubs van fietsers, of zoals het toen heette, vélocipèdisten.
Aanvankelijk werd gesproken van het Bond hetgeen toen grammaticaal juist was, vanwege de verwantschap met Verbond. Na enige jaren werd het 'de' bond. 
Doelstellingen van de bond waren:
1. Jaarlijks een vélocipède-wedstrijd organiseren.
2. Het toeren met de vélocipède te ondersteunen en uit te breiden
3. Contact tussen bestaande lokale vélocipède-clubs te bevorderen
4. De rechten van vélocipèdisten te handhaven
5. Nieuwe vélocipèdeclubs in steden op te richten.

De leden van de N.V.B. bereden de hoge bi. Het waren jongemannen, zoals studenten, soms scholieren, van gegoede afkomst. Zij waren de enigen die zich dergelijke vervoermiddelen konden permitteren. Belangrijkste  functie van dit nieuwe vervoermiddel was voor de clubs het rijden van wedstrijden. Voorbeeld voor de N.V.B. was de Engelse Bicycle Touring Club die in 1878 was opgericht met een vergelijkbaar oogmerk. Vanaf begin 1885 heette het verenigingsblad De Kampioen in de betekenis van voorvechter voor de belangen van de Vélocipèdisten.

## Ontwikkeling tot ANWB
In de zomer van 1885 was - als opvolger van de Engelsman Charles Bingham - Edo Bergsma (afkomstig uit het Bildt, lid van de Leeuwarder club) gekozen tot voorzitter van de NVB. Hij vond de naam velocipedist te weinig Nederlands en er werd gekozen voor de naam wielrijders, waardoor de vereniging Algemeene Nederlandsche Wielrijders Bond ging heten: A.N.W.B. Het woord wielrijder was de uitkomst van een taalkundige discussie over een passend Nederlands woord. Pas een jaar later kwam het woord fiets in druk voor in De Kampioen (met nog steeds een unieke maar onduidelijke taalkundige oorsprong). 1886 was ook het jaar van de eerste moderne fiets met kettingaandrijving naar de achterwielen.
De A.N.W.B. - vanaf 1905 Toeristenbond A.N.W.B., later ANWB - behartigde de belangen van de toerfietsers, maar dat leverde met het toenemend aantal utilitaire fietsers eigenlijk voor alle fietsers voordelen op. De kracht van de ANWB zat hem vooral in de lokale kennis en de lokale contacten: de consuls. Hun status (gegoede burgerij, soms woonachtig in villa’s en af en toe met dubbele achternaam) gaf invloed. De rijwielpadverenigingen (die zo rond 1913 ontstonden) werden actief door de Bond gesteund. Vanaf de jaren twintig verschoof de aandacht van de ANWB naar enerzijds gemotoriseerd verkeer en anderzijds het toerisme. Een voorbeeld daarvan is het fietskamperen. Tot zeker 1950 was het merendeel van de leden fietser (uitsluitend in het bezit van een rijwiel). Daarna verschoof de aandacht steeds meer naar de auto.

## ENWB
Vanwege de kritiek op de ANWB die steeds meer als autoclub werd gezien werd in 1975 de ENWB opgericht, de Eerste Enige Echte Nederlandse Wielrijdersbond. Deze richtte zich net als de NB destijds geheel op de fiets en de fietser. Na gesteggel over naamsverwarring met de ANWB werd de naam veranderd in ENFB en weer later in Fietsersbond.